# Castelo de Vilalba
O Castelo de Vilalba, também conhecido como Torre do Castelo dos Andrade ou Torre dos Andrade, localiza-se junto à Praça e à Igreja de Santa Maria, no centro histórico da povoação, concelho de Vilalba, na província de Lugo, comunidade autónoma da Galiza, na Espanha.
Resta-nos apenas esta torre, fruto da reconstrução empreendida no século XV pelo conde de Vilalba, Diego de Andrade.

## História
A escolha deste local para prende-se ao seu valor estratégico, uma vez que aqui se encontravam o Caminho do Norte e o antigo Caminho Real de Betanzos e Corunha.
A partir do século XI, Vilalba pertenceu à família dos Castro. Posteriormente, no contexto da guerra civil entre Henrique II de Castela e Pedro I de Castela, este último doou a vila ao, naquele momento seu aliado, Fernán Pérez de Andrade II, O Bon. Fernão abandonou o partido de Pedro I e refugiou-se na fortificação de La Rochelle, na França. Com a vitória de Henrique II, o novo soberano outorgou aos Andrade, entre outros domínios, o senhorio de Vilalba.
No século XV, no contexto da revolta Irmandinha, estes atacaram o castelo de Vilalba, então nas mãos de Nuno Freire de Andrade, o Mau, conquistando-o e demolindo-o. O castelo só seria reconstruído quando os Reis Católicos concederam o condado de Vilalba a Diego de Andrade.
Anos mais tarde o castelo retornou ao patrimônio dos Castro por via do casamento entre Teresa de Andrade, neta de Diego de Andrade, e Fernando Ruiz de Castro Osório, da casa de Lemos.
No século XVIII foi objeto de novas reformas.
Foi restaurado e requalificado na década de 1960 como Parador Nacional, sendo o de menores dimensões de toda a rede.

## Características
O antigo castelo apresentava planta poligonal envolvida por uma muralha. Nele se destacavam três torreões, um deles acedido por uma ponte levadiça.
A atual torre, antiga torre de menagem, apresenta planta octogonal, erguida em alvenaria de ardósia com arremates de granito e elementos decorativos (ameias e molduras de portas e janelas).